# ريتشفيلد (مقاطعة آدامز)
ريتشفيلد، مقاطعة آدامز (بالإنجليزية: Richfield, Adams County, Wisconsin)‏ هي بلدة تقع بولاية ويسكونسن في الولايات المتحدة. تبلغ مساحتها 92 (كم²)، وترتفع عن سطح البحر 311 م، بلغ عدد سكانها 158 نسمة في عام 2010 حسب إحصاء مكتب تعداد الولايات المتحدة وتصل الكثافة السكانية فيها 1.7 نسمة/كم2.

## وصلات خارجية
- The US50 - Cities and Towns in Wisconsin State
- Wisconsin Cities and Towns, Facts, Map, Flag, Colleges, Government, and More